# Hubert Tintelott

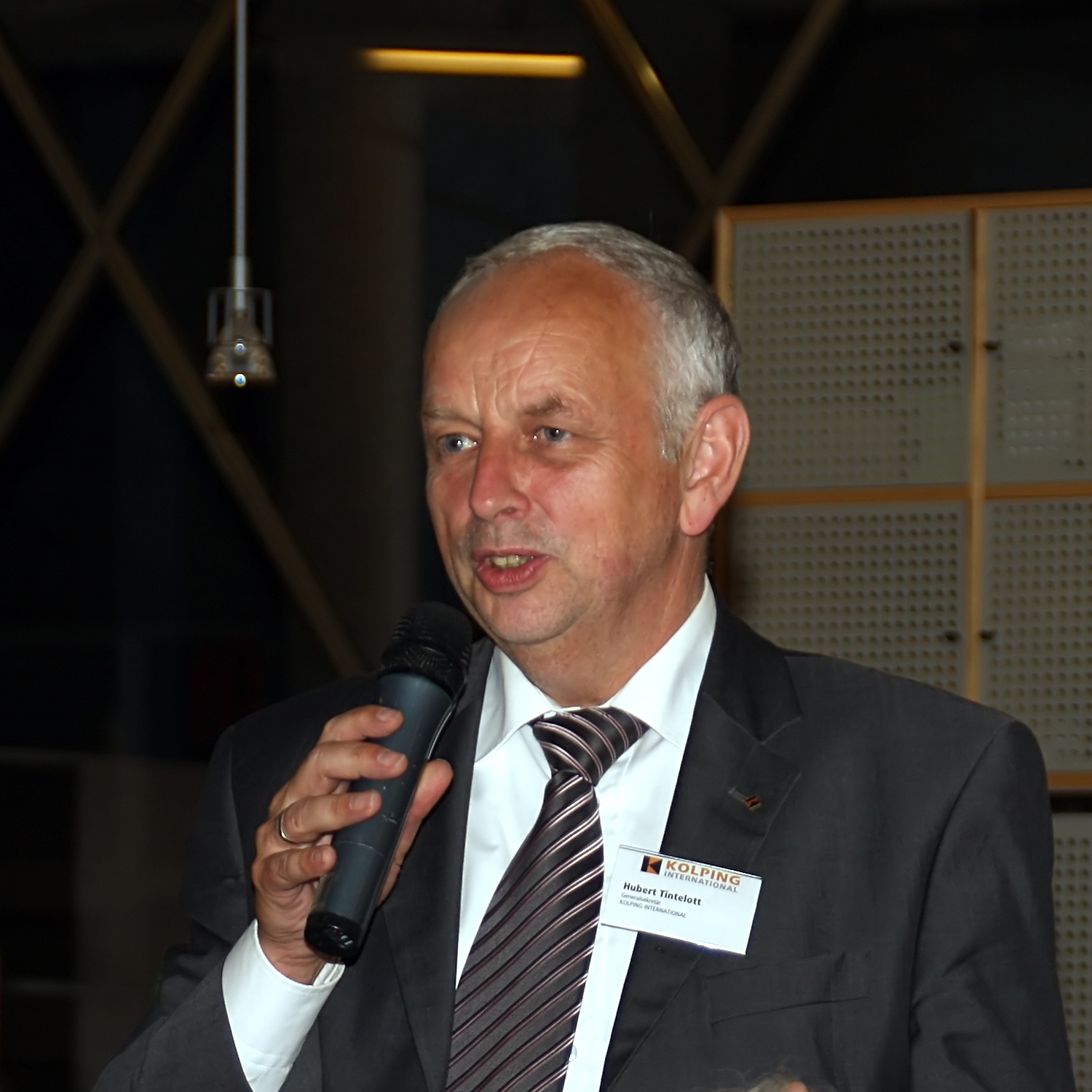
Hubert Tintelott während einer Veranstaltung im Domforum Köln (2009)

 Hubert Tintelott  (* 17. Oktober 1947 in Paderborn) war von 1973 bis August 2012 Generalsekretär des Internationalen Kolpingwerkes.

## Leben
Hubert Tintelott studierte von 1969 bis 1973 Betriebswirtschaftslehre an den Universitäten Nürnberg und Münster. Nach dem Abschluss als Diplom-Kaufmann wurde Tintelott 1973 zum Generalsekretär des Internationalen Kolpingwerkes gewählt. Nach Ablauf der in der Satzung des Werkes festgelegten zehnjährigen Amtszeit wurde er mehrfach für weitere je fünf Jahre wiedergewählt. Als Generalsekretär war er für die inhaltliche Arbeit des Internationalen Kolpingwerkes verantwortlich, das mit etwa 400.000 Mitgliedern in 60 Ländern tätig ist.
Hubert Tintelott ist verheiratet, hat zwei erwachsene Kinder und lebt in Wesseling.

## Ehrenämter
Neben seiner Tätigkeit als Generalsekretär und verschiedenen Funktionen in den Gliederungen des Kolpingwerkes war Tintelott seit 1974 Mitglied im Zentralkomitee der deutschen Katholiken und hatte dort das Amt des Europasprechers inne. Von 1997 bis September 2012 war er Vorsitzender der Arbeitsgemeinschaft für Entwicklungshilfe und gehört seit 1983 der deutschen Kommission Justitia et Pax an. Er war außerdem Mitglied im Aktionsausschuss von Renovabis, Berater der bischöflichen Kommission Adveniat und Mitglied im Verwaltungsrat der BEGECA (Beschaffungsgesellschaft für kirchliche, caritative und soziale Einrichtungen mit beschränkter Haftung).

## Ehrungen
Papst Benedikt XVI. verlieh ihm am 10. März 2008 den Gregoriusorden. Tintelott ist Träger des Verdienstkreuzes am Bande des Verdienstordens der Bundesrepublik Deutschland und des Ehrenzeichens von KOLPING INTERNATIONAL.

## Veröffentlichungen
- Nichtregierungsorganisationen und Entwicklungsprojekte – Probleme und Aussichten, in: Entwicklungszusammenarbeit im Zeitalter der Globalisierung, Hrsg. Martin Joe Ibek/Joachim Wiemeyer, Paderborn 2006
- Kolping-Global, in: Pioniere in Kirche und Gesellschaft, Hrsg. Alfred Weiß, Wien 2002
- Perspektiven personeller Entwicklungszusammenarbeit. Von der Entwicklungshilfe zur universellen Solidarität, in: Herausforderung Mensch – 40 Jahre Entwicklungshelfer/Innen, Köln 1999
- Kirchenvolksbegehren wird der Komplexität der angesprochenen Sachfragen nicht gerecht, in: Wir sind Kirche – Das Kirchenvolksbegehren in der Diskussion, Freiburg 1995
- Europäische Einigungsbestrebungen nach dem Zweiten Weltkrieg. Das Europäische Kolpingwerk – programmatische Notwendigkeiten und organisatorische Umsetzungshilfen, in: Engagement in Europa, Köln 1994, ISBN 3-921425-57-3
- Von der sozialen zur Internationalen Sozialen Frage, in: Die Internationale Soziale Frage – Eine Antwort: Aufbau von Sozialverbänden, Köln 1988, ISBN 3-921425-34-4
- Adam Stegerwald, Johann Staud, Johannes Müller – Persönlichkeiten des Kolpingwerkes, Teil 2, Köln 1983, ISBN 3-921425-17-4
- Geschichte des entwicklungspolitischen Engagements des Kolpingwerkes, in: Engagement für die Dritte Welt, Köln 1982, ISBN 3-921425-06-9
- Einrichtungen der Selbsthilfe Kolpingwerk und Gewerkschaften, in: Kolping und die soziale Frage, Köln 1981, ISBN 3-921425-09-3